# St.M.B. 10 und 5
Die meterspurigen Tenderlokomotiven St.M.B. 10 und 5II der Steinhuder Meer-Bahn (St.M.B.) wurden von Hanomag 1928 und 1929 gebaut. Die Lokomotiven standen bis in die 1960er Jahre in Betrieb.

## Geschichte
1928 wurde die erste Lokomotive mit der seltenen Achsfolge 1’B geliefert, die zunächst die Bezeichnung 10 und den Namen Loccum erhielt. Ein Jahr später wurde eine weitere Lokomotive gekauft, die die Bezeichnung 5II erhielt, auf einen Namen wurde verzichtet. Nach dem Zweiten Weltkrieg wurden die beiden Lokomotiven nach dem Nummernplan des Niedersächsischen Landeseisenbahnamtes mit 28 und 29 bezeichnet.
Die Lokomotiven waren sowohl im Personen- als auch im Güterzugdienst eingesetzt. Die 1929 gelieferte Lokomotive besaß einen wenig verdampfungsfreudigen Kessel, nach einem Schaden am Überhitzer wurde dieser 1951 ausgebaut. Ab diesem Zeitpunkt verkehrte sie als Nassdampflok. Dadurch sank die Leistung erheblich. Sie wurde als erste 1957 ausgemustert, 1958 wurde auch die 10 abgestellt und 1960 ausgemustert.

## Konstruktion
Die Lokomotiven hatten nur seitliche verlängerte Wasserkästen, die vorn abgeschrägt waren. Sie hatten im Bereich der Steuerungsschwinge einen zusätzlichen Ausschnitt zur Wartung, da die Wasserkästen bis über die Zylinder reichten. Zur Wartung der Zylinderhähne war ein größerer Ausschnitt vorhanden. Die Kohlen waren hinter dem Führerhaus gelagert. Die Dampfsteuerung erfolgte durch eine Heusinger-Steuerung, die Zylinder arbeiteten mit Kolbenschiebern.
Die vordere Laufachse diente zur Herabsetzung des Achsdruckes, zur besseren Laufruhe und damit zur Verminderung der Gleisabnutzung. Sie war mit der ersten Kuppelachse über ein Krauss-Helmholtz-Lenkgestell verbunden und besaß einen seitlichen Ausschlag von ±90 mm.